# Annika Reeder
Annika Reeder, (Harlow, 28 de setembro de 1979) é uma ex-ginasta britânica que competiu em provas de ginástica artística. 
Annika representou a equipe britânica em duas edições olímpicas: Atlanta 1996 e Sydney 2000. Nessa última, feriu-se gravemente no salto sobre o cavalo na competição geral; causado pela altura errada do aparelho, que resultou em quedas e erros das demais ginastas. Não podendo competir no restante da competição, Annika encerrou o evento como 35ª colocada, dentre as 36 competidoras.